# Patrimônio da família Bolsonaro
O patrimônio da família Bolsonaro compreende o total de 107 imóveis adquiridos por Jair Bolsonaro e seus filhos Flávio Bolsonaro, Carlos Bolsonaro e Eduardo Bolsonaro além de imóveis adquiridos para as ex-esposas de Jair Bolsonaro.
Em 2020, o jornal Correio do Brasil publicou um artigo sobre investigações acerca do envolvimento de Jair Bolsonaro e seus filhos com a milícia e descobriram que sua segunda ex-mulher, Ana Cristina Siqueira Valle, enriqueceu durante o casamento, ao lado do marido ela comprou 14 apartamentos, casas e terrenos. A compra de imóveis também ocorreu no primeiro casamento de Bolsonaro, com Rogéria Bolsonaro.

## Compra em espécie
Uma reportagem exclusiva elaborada pelo UOL fez um levantamento e descobriu que quase metade do patrimônio em imóveis de Jair e seus familiares mais próximos foi construída nas últimas três décadas com uso de dinheiro em espécie. O levantamento considera o patrimônio construído no Rio de Janeiro, em São Paulo e em Brasília pelo presidente, seus três filhos mais velhos, mãe, cinco irmãos e duas ex-mulheres.
Desde os anos 1990 até os dias atuais, o presidente, irmãos e filhos negociaram 107 imóveis, dos quais pelo menos 51 foram adquiridos total ou parcialmente com uso de dinheiro vivo, segundo declaração dos próprios. As compras registradas nos cartórios que foram pagas e dinheiro totalizaram 13,5 milhões de reais, em valores corrigidos pelo IPCA, este montante equivale, nos dias atuais, a 25,6 milhões de reais.
Segundo especialistas, o pagamento em espécie pode ser uma forma de ocultar a origem dos recursos, a tática também é utilizada com frequência para lavagem de dinheiro.

## Imóveis investigados
Ao menos 25 imóveis adquiridos por integrantes da família Bolsonaro desde 2003 foram objeto de investigação do Ministério Público do Rio e do Distrito Federal, entre essas propriedades encontram-se a casa de Jair Bolsonaro no condomínio Vivendas da Barra, no Rio, e a mansão comprada pelo senador Flávio Bolsonaro em Brasília.
O governo do Distrito Federal avaliou a mansão em Brasília de Ana Cristina Valle, ex-mulher de Jair Bolsonaro, em 1,427 milhão de reais, montante quase duas vezes menor do que o valor do imóvel declarado por ela ao TSE, o valor se refere ao chamado "valor venal", estimativa de preço feita pelo poder público para calcular tributos como o IPTU. Normalmente, o valor venal é menor do que o valor de mercado do imóvel.

## Repercussão
O UOL procurou o presidente Jair Bolsonaro, por meio da assessoria do governo, para perguntar a razão da preferência da família pelas transações em dinheiro, mas ele não se manifestou antes da publicação da reportagem. O presidente demonstrou irritação ao ser questionado sobre o assunto. "Qual é o problema de comprar com dinheiro vivo algum imóvel, eu não sei o que está escrito na matéria... Qual é o problema?". Apesar da crítica à a mídia nacional, alegou defender a liberdade de imprensa: "Podem continuar me criticando, sem problema nenhum. Apanho o tempo todo", disse.
Jornais ingleses noticiaram a compra de imóveis "with cash" e apontaram que as eleições são de interesse global devido a posicionamentos sobre Amazônia. A campanha de Lula veiculou na televisão e redes sociais um vídeo eleitoral dedicado à compra de imóveis em dinheiro vivo pela família Bolsonaro, chamando o caso de "escândalo tamanho família" e citando uma reportagem do portal UOL.
Em 22 de setembro de 2022, o desembargador Demetrius Gomes Cavalcanti, do Tribunal de Justiça do Distrito Federal e dos Territórios, acatou o pedido do senador Flávio Bolsonaro e determinou a retirada de reportagens do portal UOL sobre as transações imobilárias da família Bolsonaro ao longo dos anos. O UOL chamou o ato de "censura" e acionou o Supremo Tribunal Federal (STF) na manhã do dia seguinte, contestando a decisão. À noite, o ministro do STF André Mendonça liberou as reportagens.

## Imóveis declarados
Na Eleição presidencial no Brasil em 2022, Jair Bolsonaro declarou ter 5 imóveis avaliados, em conjunto, em 1,38 milhão de reais:
- Casa: R$ 603.803,54;
- Casa: R$ 400.000,00;
- Casa: R$ 98.500,00;
- Casa: R$ 40.000,00;
- Apartamento: R$ 240.930,00.